# بيرسي سبنسر
بيرسي ليبارون سبنسر (بالإنجليزية: Percy Spencer)‏ (19 تموز 1894 - 8 سبتمبر 1969)، فيزيائي ومخترع أمريكي. يعتبر مخترع فرن الميكروويف.

## النشأة
ولد سبنسر في هولاند، ماين، الولايات المتحدة الأمريكية. خلال عمر الثمانية أشهر، مات والده، فتركته أمه تحت رعاية عمته وزوجها. مات زوج عمته عندما بلغ سبنسر عمر سبع السنوات، الأمر الذي دفعه لترك المدرسة والاتجاه للعمل وكسب المال حفاظاً على حياته وحياة عمته. بين عمر الثانية عشرة وعمر السادسة عشرة كان سبنسر يعمل منذ شروق الشمس حتى مغيبها في معمل للمكبّات.
لاحقاً، تناهى إلى سمع سبنسر أن معملاً محلياً للورق بدأ باستخدام الكهرباء، الشيء الذي لم يكن معروفاً في منطقته بعد. الأمر الذي أثار شغفه فبدأ بالاهتمام والتعلم قدر ما يستطيع عن هذه الظاهرة. لذلك عندما قدم للعمل في المعمل كان أحد ثلاثة ممن شاركوا بمد الكهرباء، رغم أنه لم يتلقَ أي تعليم رسمي عن الهندسة الكهربائية، بل لم ينهِ دراسته الابتدائية.
قرر سبنسر في عمر الثامنة عشرة الانضمام إلى سلاح البحرية الأمريكية. حيث أصبح مهتماً بالاتصالات اللاسلكية بعد سماعه عن المشغلات اللاسلكية على ظهر تايتانيك خلال غرقها. أثناء خدمته في سلاح البحرية صنع سبنسر من نفسه خبيراً في تقنية الراديو يقول عن ذلك «بينما كنت أقوم بالمراقبة ليلاً كنت أقرأ الكثير من المراجع وأتعلم منها». من بين المواد التي قرأها سبنسر وتعلمها بشكل ذاتي: علوم المثلثات والتفاضل والكيمياء والفيزياء والتعدين.

## حياته المهنية
بحلول عام 1939 كان سبنسر أحد أفضل خبراء العالم في مجال تصميم أجهزة الرادار. حيث عمل مديراً لقسم أنابيب الطاقة في «رايثيون» الشركة العاملة لحساب وزارة الدفاع الأمريكية. ونظراً لشهرته وخبرته ساهم سبنسر في حصول رايثيون على عقد حكومي لإنتاج وتطوير معدات الرادار لمختبرات الأشعة في (MIT). الأمر الذي شكل دعماً ضخماً للحلفاء في الحرب العالمية الثانية، فقد كان ثاني أكبر مشروع خلال الحرب بعد مشروع منهاتن. آنذاك كانت الصمامات المغناطيسية (الماجنترون) تستخدم في توليد إشارات الأمواج القصيرة (الموجات الصغرية)، التي تعد أساس عمل الرادار. وفي «رايثيون» كان معدل إنتاج الصمامات 17 في اليوم الواحد. لكن سبنسر استطاع من خلال تطوير تقنيات جديدة في جمع الصمام كما زاد عدد الموطفين، الأمر الذي أدى لزيادة الإنتاج إلى ما يقارب 2600 في اليوم الواحد. ولأجل هذا الجهد تم تكريمه من قبل قوات البحرية الأمريكية بجائزة الخدمة العامة المميزة.
في أحد الأيام وأثناء صنع أحد الصمامات، لاحظ سبنسر أن قطعة سكاكر كانت في جيبه قد ذابت بمجرد وقوفه أمام رادار فعال. لم يكن سبنسر أول من لاحظ هذه الملاحظة لكنه كان أول من استقصاها. حيث قرر سبنسر أن يختبر بقية الأطعمة فجرّب الذرة (البوب كورن) ليكون أول بوب كورن مصنع بالميكروويف. في تجربة أخرى وضع سبنسر بيضة في ابريق شاي تحت مولد الأمواج القصيرة (الميكروويف) فكانت النتيجة أن البيضة انفجرت في وجه أحد العمال المراقبين للتجربة. صمّم سبنسر بعد ذلك أول فرن ميكروويف حقيقي بوضع مولد للأمواج القصيرة داخل صندوق معدني يمنع عبور الأشعة ويوفر التحكم والسلامة. وضع سبنسر أطعمة مختلفة في جهازه وراقب النتائج. في 8 أكتوبر 1945 منحته «رايثيون» براءة اختراع " لفرن الميكروويف. في عام 1947 تم إنتاج أول فرن ميكروويف تجاري بطول 6 أقدام ووزن 750 باوند فيما كان سعره بين 2000 و3000 دولار أمريكي. وبحلول عام 1967 كان أول فرن ميكروويف رخيص نسبياً (495 دولار) ومناسب الحجم متاحاً للبيع.
أصبح سبنسر نائب رئيس وعضو مجلس إدارة «رايثيون». وخلال مسيرته المهنية تلقى 300 براءة اختراع. وتكريماً له تمت تسمية أحد مباني مركز راثيون للدفاع الصاروخي في ماساشويستس باسمه. الجوائز الأخرى التي تلقاها سبنسر في مسيرته تضمنت: عضوية معهد مهندسي الراديو. عضوية الأكاديمية الأمريكية للعلوم والفنون، دكتوراة شرفية في العلوم في جامعة ماساشويستس، بالرغم من عدم تلقيه أي تعلم رسمي.

## حيانه الشخصية
زوجة سبنسر الأولى كانت لويس ولديه منها 3 أولاد جون جيمس جورج. لاحقاً عام 1960 تزوج من ليليان اوتينهايمر. من أصدقائه: فانيفار بوش، عمر برادلي، ويليام ريدينغتون، ديفيد باكارد.